# 弗里德里希六世 (萨尔姆-基尔堡)
弗里德里希·恩斯特·路德维希·卡尔·瓦伦丁·玛利亚（德語：Friedrich Ernst Ludwig Karl Valentin Maria，1845年8月3日—1905年1月2日），出生于基尔堡。萨尔姆-基尔堡亲王。是萨尔姆-基尔堡亲王弗里德里希五世与妻子拉特雷穆瓦耶公主埃利奥诺尔的独生子。
1883年12月27日，弗里德里希与瑞士平民路易丝·勒·格朗德结婚。这次婚姻是贵庶通婚，他们的后代没有继承权，萨尔姆-基尔堡因此绝嗣。路易丝·勒·格朗德于1885年被萨克森-科堡-哥达公爵恩斯特二世封为埃希霍夫女男爵，1917年被普鲁士国王威廉二世封为伦嫩贝格女男爵。他们的后代皆冠以伦嫩贝格男爵或女男爵的称号。二人有三子三女：
- 埃汪妮·恩斯廷·埃利奥诺尔·罗莎丽·玛丽·克恩诺丽·冯·伦嫩贝格（Ivonne Ernestine Eleonore Rosalie Marie Cornelie von Rennenberg，1884年11月11日－1951年5月9日）；
- 马克西米利安·弗里德里希·恩斯特·路德维希·玛利亚（Maximilian Friedrich Ernst Ludwig Maria，1886年2月3日－1948年4月19日）；
- 波尔忒（Berthe，1887年2月16日－1984年）；
- 夏洛特·玛丽（Charlotte Marie，1888年8月8日－1909年5月13日）；
- 罗伯特·奥斯卡·路德维希·恩斯特·玛利亚（Robert Oscar Ludwig Ernst Maria，1889年5月29日－1950年3月13日）；
- 路德维希·卡尔·约翰·玛利亚（Ludwig Karl Johann Maria，1890年7月6日－？）。